# Reciclarea sticlei
Pentru reciclare, sticla se poate depozita în recipiente, containere sau centre de colectare selectivă pentru a fi reciclate. Acestea se pot recicla în procent de 100% și în mod continuu, astfel încât reciclarea sticlei contribuie la utilizarea eficientă a resurselor. O soluție de reciclare este reîntoarcerea sticlei la producători și recuperarea garanției. Oglinzile, geamurile si becurile se colectează separat.
Sticla incoloră se foloseste în procesul de reciclare la fabricarea produselor din sticlă clară, iar sticla colorată se utilizează la obținerea produselor din sticlă colorată.
Sticlele sunt obținute din materiale topite la o temperatură de 1.500°C, care presupune un consum mare de resurse. Reciclarea unei sticle presupune economisirea energiei pentru funcționarea unui bec de 15 watti timp de 24 de ore. De asemenea, pentru fiecare tonă de sticlă reciclată, se evită producerea emisiilor de carbon cu efect de seră de circa 315 kg, economisirea a 660 kg de nisip, consumul menajer de apă al unui locuitor pentru 4 zile.